# Sunyer I d'Empúries-Rosselló
Sunyer I d'Empúries-Rosselló (?- 848) fou comte d'Empúries i de Rosselló (834-848), pare, probablement, dels comtes Delà i Sunyer II.
El seu origen és incert: d'Abadal va considerar-lo fill de Bel·ló de Carcassona i, per tant, germà d'Oliba I de Carcassona i Sunifred I d'Urgell, mentre que altres autors consideren que potser era originari d'una altra família goda de la regió.
Sunyer va jurar fidelitat a Carles el Calb i és esmentat com a home de confiança del monarca en un precepte de maig de 844; anteriorment, el 843, està documentat que exercia funcions comtals al Rosselló.
Segons la cronologia de d'Abadal, Sunyer I hauria estat el successor de Berenguer de Tolosa vers el 834, i hauria estat desposseït dels comtats circumstancialment per Alaric i Àrgila, magnats que l'historiador considera intrusos. Altres historiadors consideren que Sunyer va rebre Empúries i Rosselló el 842, arran la deposició de Bernat de Septimània; no obstant això, però, és més versemblant el 834, perquè l'any següent el comte va investir el bisbe  de Girona, Guimer, amb el terç del pasquer i del teloni d'Empúries-Peralada. D'altra banda, és possible que Alaric fos en realitat el germà menor de Sunyer, que el 842 va ser associat al govern per Sunyer per encarregar-se específicament dels afers d'Empúries-Peralada, on probablement va mantenir-se vers 844, moment en què Sunyer reuní de nou el govern de les terres del Rosselló, el Vallespir, Peralada i Empúries. Àrgila, amb molta més seguretat, tampoc va ser un intrús, sinó que era fill de Berà I de Barcelona, que exercí la jurisdicció comtal vers el 844, no pas al Rosselló sinó al Rasès i al Conflent.
Durant la revolta de Guillem de Septimània, fill de Bernat, el 848, va perdre el comtat en favor d'aquest i, probablement, també la vida.

## Descendents
És probable que els dos germans següents fossin fills de Sunyer I:
- Sunyer II d'Empúries-Rosselló (840-915)
- Delà I d'Empúries (?-894)